# IC 5381
IC 5381 ist eine Spiralgalaxie vom Hubble-Typ Sab im Sternbild Pegasus nördlich der Ekliptik. Sie ist rund 508 Millionen Lichtjahre von der Milchstraße entfernt und hat einen Durchmesser von etwa 195.000 Lichtjahren.

Im selben Himmelsareal befinden sich u. a. die Galaxien NGC 7814, IC 5377, IC 5378, IC 5379.
Das Objekt wurde im Jahr 1895 von Isaac Roberts entdeckt.